# Тором (река)
Тором — река в Тугуро-Чумиканском районе Хабаровского края России.
Длина реки — 176 км, площадь водосборного бассейна — 4430 км². Впадает в Торомскую губу Охотского моря в 17 км к юго-востоку от устья реки Тыль.
Начинается на восточном склоне Тайканского хребта, к востоку от горы Молибденитовой. От истока течёт в северо-восточном направлении между хребтами Тыльским и Бюко. В среднем течении меняет направление на северное, входит в широкую заболоченную долину. Здесь Тором делится на множество проток.
В низовьях, около устья, на правом берегу реки расположено село Тором, местность вокруг поросла лиственничным лесом.
Соединяется протокой Гаткан с рекой Ал.

## Притоки
Объекты перечислены по порядку от устья к истоку.
- 0,5 км: Эльгакан Второй
- 6 км: Эльгакан Третий
- 14 км: Торомчан
- 20 км: Эльгонджа
- 28 км: Курун-Уряк
- 36 км: Пергаул
- 39 км: Гассакан
- 42 км: Боринда
- 43 км: Гасанджа
- 45 км: Синигра
- 52 км: Нюман
- 55 км: Улиринджа
- 59 км: Куни
- 65 км: Торомкон
- 81 км: Энгагле
- 84 км: Верхняя Энгагле
- 104 км: Теватын
- 110 км: Малый Торомкан
- 114 км: Ингагля
- 117 км: Средняя Ингагля
- 121 км: Оонганчик
- 123 км: Оонган
- 124 км: Эльгэ
- 125 км: Нижний Торомкон
- 130 км: Верхний Торомкон
- 131 км: Верхняя Эльгэ
- 139 км: Бургала
- 147 км: Нижняя Бургала
- 157 км: Верхняя Бургала
- 162 км: Тонум-Макит

## Сведения водного реестра
По данным государственного водного реестра России относится к Амурскому бассейновому округу. Код водного объекта — 20030900312119000165375